# Chloroclystis thermastobrita
Chloroclystis thermastobrita är en fjärilsart som beskrevs av Fletcher 1958. Chloroclystis thermastobrita ingår i släktet Chloroclystis och familjen mätare. Inga underarter finns listade i Catalogue of Life.